# Nicholas Ray
Nicholas Ray, nom amb què és conegut Raymond Nicholas Kienzle (Galesville, Wisconsin, 7 d'agost de 1911 - Nova York, 16 de juny de 1979) fou un director de cinema estatunidenc.

## Biografia
Va ser el menor de quatre germans. El seu pare, que ja tenia dues filles d'un matrimoni anterior, era alcohòlic. La seva mare treballava al món de l'espectacle. Ray comença a estudiar a la Universitat de Chicago, però es veu obligat a deixar-la el 1932. Es trasllada a Nova York i es canvia el nom. Tornarà a Wisconsin després de rebre una invitació de Frank Lloyd Wright, amb qui havia estudiat en una escola d'arquitectura anomenada Taliesin. Aquest duo, però, no tindrà continuïtat i Ray deixa una altra vegada la seva escola i torna a Nova York.
Amb prou feines 100 dòlars a la butxaca, Ray s'uneix a un grup de teatre d'improvisació de Nova York. Allà coneixerà Elia Kazan. Era cèlebre per la seva manera poc corrent d'empènyer els estudiants fins als seus límits, i aquesta forma d'ensenyar és la que marcarà Ray la resta de la seva vida. De fet, quan Kazan dirigeix A Tree Grows in Brooklyn, la seva primera pel·lícula a Hollywood, contractarà a Ray com a ajudant.
De la ràdio, teatre i televisió passà al cinema, on el 1947 realitzà el seu primer film Els amants de la nit, on ja apareixen els tipus de personatges marginats, constants en totes les seves pel·lícules. En acabar el rodatge d'aquest film es casa amb l'actriu Gloria Grahame, amb la qual rodarà El secret d'una dona, amb Melvyn Douglas i In a Lonely Place, amb Humphrey Bogart. Després roda diverses pel·lícules fins a arribar a Johnny Guitar (1954), que va tenir un gran èxit de taquilla.
Tot seguit d'aquest triomf, Ray s'uneix a la Warner Bros., que li encarregarà la direcció de la famosa Rebel sense causa. Aquesta pel·lícula era en principi una visió dels treballs del doctor Robert M. Lindner sobre els adolescents desobedients i violents. La Warner havia aconseguit els drets d'aquesta obra i tenia pensat que la protagonitzés Marlon Brando i que la dirigís Sidney Lumet. Tanmateix, cap dels dos no va poder participar en aquest projecte.
El tema de la delinqüència juvenil ja era present en tots els mitjans de comunicació nord-americans des de feia temps, la qual cosa va animar Ray a acceptar aquest projecte. De fet, va opinar referent a això: "No m'interessaven ni el psicòpata ni el fill d'una família desestructurada". Tanmateix, poc després, Ray comença a escriure la seva pròpia història, titulada The Blind Run, una crua història de 17 pàgines que comptava amb una sèrie d'escenes violentes i d'actes criminals. A ell s'uneix el productor David Weisbart, amb qui reescriu la història per fer-la més acceptable. A continuació, Ray s'adona de l'absurd de la tesi que pretén transmetre aquest rebel "sense causa": els dolents provenen de famílies pobres, els rics són els bons. "És totalment fals", va dir Ray, "Som tots nosaltres".
Per perfilar el guió, recorre al dinàmic Stewart Stern, un escriptor de 32 anys. Per posar-hi la cirereta, Ray escull James Dean com a protagonista del llargmetratge. Ambdós tenen molt en comú, com per exemple una infantesa desgraciada (el pare de Dean el va abandonar als nou anys), i ambdós eren adults introvertits. La banda sonora de la pel·lícula comptarà amb el molt reconegut Leonard Rosenman, que havia fet la música d'A l'est de l'edèn, d'Elia Kazan. Tanmateix, la Warner Bros. no estava gaire d'acord en l'elecció de l'actor principal. La companyia preferia actors joves, estrelles ascendents com Robert Wagner, Tab Hunter o John Kerr. Com a estrella femenina de la pel·lícula, acudeix a Natalie Wood, que només comptava llavors amb 16 anys.
James Dean mor una setmana abans de l'estrena mundial. Es converteix llavors en una icona entre la joventut mundial, i Ray es veu molt afectat per aquesta mort. En un desesperat intent de substituir-lo, dirigeix Rei de reis i 55 dies a Pequín, durant el rodatge de la qual pateix una malaltia cardíaca. Aquest va ser el principi del final de la seva carrera.
Al final de la seva vida, es va tornar alcohòlic i jugador compulsiu. La seva fortuna es va esvair en un tres i no res. El 1969, a la Universitat de Chicago, coneix la seva quarta i última esposa, una estudiant de la facultat anomenada Susan Schwartz, de només 18 anys; ell en té 58.
Va participar com a actor en Der amerikanische Freund de Wim Wenders (1976). Els seus múltiples problemes amb la justícia només van acabar amb la seva mort el 1979.

## Imaginari i temàtica
Nicholas Ray fou un director atípic al Hollywood de la dècada dels 50 perquè tractà temes poc desenvolupats i clarament innovadors dins la indústria cinematogràfica estatunidenca. No tan sols la temàtica de Ray fou novetat, sinó la seva estètica formal emmarcada dins les tendències del maniersime cinematogràfic i el cinema crepuscular. Aquests corrents es caracteritzen pel trencament amb els valors del classicisme (la transparència, la narrativa lineal i la causalitat en l'ordre). Dins de l'imaginari d'autor de Nicholas Ray es poden distingir alguns temes tractats a diferents pel·lícules seves
- La joventut: Nicholas Ray tracta el tema de la joventut a pel·lícules com Els amants de la nit (They Live by Night), Truqueu a qualsevol porta (Knock on Any Door), Rebel sense causa (Rebel Without a Cause), The Lusty Men, Johny Guitar o Victoria amarga (Bitter Victory). Els joves d'aquestes pel·lícules, sovint segueixen el patró o arquetip de jove vitalista i impulsiu que viu en un entorn hostil que no el deixarà escapar. L'objectiu d'aquests joves acostuma a ser la supervivència dins una societat que no els vol comprendre.
- El romanticisme: els personatges de Nicholas Ray viuen un romanticisme profund i molt intens, quasi shakespearià a causa del seu vitalisme. La majoria de les seves pel·lícules ens presentaran personatges que veuran en l'amor una via per sobreviure, però el destí o fatalisme s'acabarà imposant sobre aquesta possibilitat. El tema del romanticisme és present a pel·lícules com: Els amants de la nit (They Live by Night), Truqueu a qualsevol porta (Knock on Any Door), Rebel sense causa (Rebel Without a Cause), In a Lonely Place.
- La irracionalitat: degut a l'entorn hostil en el que viuen els personatges de Nicholas Ray, aquests es veuran sovint, dominats per impulsos irracionals i violents. Aquesta violència, normalment present en els personatges masculins de Nicholas Ray, es presenta com l'única via possible per sobreviure i escapar, després de la fallida del romanticisme o l'ascens social proposat per la societat americana. Aquest tema està present el les següents pel·lícules: Truqueu a qualsevol porta (Knock on Any Door), Rebel sense causa (Rebel Without a Cause), The Lusty Men, Johny Guitar, In a Lonely Place.

## Filmografia
| Any  | Títol                               | Productora                                                     | Protagonistes                                      | Notes                                                                                              |
| ---- | ----------------------------------- | -------------------------------------------------------------- | -------------------------------------------------- | -------------------------------------------------------------------------------------------------- |
| 1948 | Els amants de la nit                | RKO Pictures                                                   | Cathy O'Donnell / Farley Granger / Howard Da Silva | They Live by Night                                                                                 |
| 1949 | Truqueu a qualsevol porta           | Santana Productions                                            | Humphrey Bogart / John Derek                       | Knock on Any Door                                                                                  |
| 1949 | El secret d'una dona                | RKO Pictures                                                   | Maureen O'Hara / Melvyn Douglas / Gloria Grahame   | A Woman's Secret                                                                                   |
| 1949 | Roseanna McCoy                      | Samuel Goldwyn Co.                                             | Farley Granger / Joan Evans                        | Irving Reis surt als crèdits tot i que va ser reemplaçat per Ray als dos mesos de rodatge          |
| 1950 | In a Lonely Place                   | Santana Productions                                            | Humphrey Bogart / Gloria Grahame                   | |
| 1950 | Nascuda per al mal                  | RKO Pictures                                                   | Joan Fontaine / Robert Ryan                        | Born to Be Bad                                                                                     |
| 1951 | Infern als núvols                   | RKO Pictures                                                   | John Wayne / Robert Ryan                           | Flying Leathernecks Technicolor                                                                    |
| 1951 | The Racket                          | RKO Pictures                                                   | Robert Mitchum / Robert Ryan                       | Va dirigir algunes escenes                                                                         |
| 1952 | Terreny perillós                    | RKO Pictures                                                   | Robert Ryan / Ida Lupino                           | On Dangerous Ground Lupino va dirigir algunes escenes quan Ray va caure malalt                     |
| 1952 | Macau                               | RKO Pictures                                                   | Robert Mitchum / Jane Russell / William Bendix     | Mascao. Va prendre el relleu de Josef von Sternberg després que va ser acomiadat durant el rodatge |
| 1952 | The Lusty Men                       | Wald-Krasna Productions                                        | Robert Mitchum / Susan Hayward                     | Robert Parrish va dirigir algunes escenes quan Ray va caure malalt                                 |
| 1952 | Androcles and the Lion              | RKO Pictures                                                   | Jean Simmons / Victor Mature                       | Dirigida una escena extra després del rodatge que no es va utilitzar                               |
| 1954 | Johnny Guitar                       | Republic Pictures                                              | Joan Crawford / Sterling Hayden                    | Trucolor                                                                                           |
| 1955 | Busca el teu refugi                 | Pine-Thomas Productions                                        | James Cagney / John Derek                          | Run for Cover Technicolor                                                                          |
| 1955 | Rebel sense causa                   | Warner Bros.                                                   | James Dean / Natalie Wood / Sal Mineo              | Rebel Without a Cause Warnercolor                                                                  |
| 1956 | Sang calenta                        | Columbia Pictures                                              | Jane Russell / Cornel Wilde                        | Hot Blood Technicolor                                                                              |
| 1956 | Més poderós que la vida             | 20th Century Fox                                               | James Mason / Barbara Rush                         | Bigger Than Life Color                                                                             |
| 1957 | L'autèntica història de Jesse James | 20th Century Fox                                               | Robert Wagner / Hope Lange / Jeffrey Hunter        | L'autèntica història de Jesse James Color                                                          |
| 1957 | Bitter Victory                      | Columbia Pictures, Laffont Productions, Transcontinental Films | Richard Burton / Curd Jürgens                      | |
| 1958 | El vent travessa els Everglades     | Schulberg Productions                                          | Burl Ives / Christopher Plummer                    | Fired during filming / Wind Across the Everglades Technicolor                                      |
| 1958 | Party Girl                          | Metro-Goldwyn-Mayer, Euterpe                                   | Robert Taylor / Cyd Charisse                       | Metrocolor                                                                                         |
| 1960 | Les dents del diable                | Gray Film-Pathé, Joseph Janni-Appia Films, Magic Film          | Anthony Quinn / Peter O'Toole                      | The Savage Innocents Technicolor                                                                   |
| 1961 | Rei de reis                         | Samuel Bronston Productions                                    | Jeffrey Hunter / Rip Torn / Robert Ryan            | King of Kings Technicolor                                                                          |
| 1963 | 55 dies a Pequín                    | Samuel Bronston Productions                                    | Charlton Heston / Ava Gardner / David Niven        | 55 Days at Peking Technicolor                                                                      |
| 1974 | Wet Dreams (segment "The Janitor")  |                                                                |                                                    | |
| 1976 | We Can't Go Home Again              |                                                                |                                                    | film experimental                                                                                  |
| 1978 | Marco                               |                                                                |                                                    | Curtmetratge                                                                                       |
| 1980 | Lightning Over Water                |                                                                |                                                    | Part documental / Eastmancolor                                                                     |